# Marina (1965)
Marina é uma telenovela brasileira que foi produzida e exibida pela Rede Globo entre 23 de agosto e 10 de setembro de 1965, totalizando 15 capítulos. Substituindo Ilusões Perdidas.  Foi escrita por Leonardo de Castro e dirigida por Moreira Júnior. Em 1980, foi produzida uma novela homônima, que é uma adaptação da obra de Carlos Heitor Cony, sendo portanto completamente diferente desta. Foi a 2ª "novela das dez" exibida pela emissora, assim como também detém o título a novela mais curta da história da Rede Globo: teve somente 15 capítulos.

## Sinopse
A novela conta a história de amor entre a romântica e sonhadora Marina (Maximira Figueiredo) com o galante Tieto (Aristides Molina) dos problemas e desencontros que ambos precisam enfrentar para serem felizes juntos, No final provando que o amor é mais forte que qualquer obstáculo da vida.

## Elenco
| Ator                | Personagem |
| ------------------- | ---------- |
| Maximira Figueiredo | Marina     |
| Turíbio Ruiz        | João       |
| Aristides Molina    | Tieto      |
| Gervásio Marques    | Maurício   |
| Lucy Meirelles      | Laura      |
| Marcos Granado      | Pedro      |
| Mônica Reis         | Carol      |
| Siomara Nagy        | Andréa     |